# Кит Китридж: Едно американско момиче
„Кит Китридж: Едно американско момиче“ (на английски: Kit Kittredge: An American Girl) е американска трагикомедия от 2008 г. на режисьора Патриша Розема, по сценарий на Ан Пийкок, базиран на историите за „Кит Китридж“ на Валери Трип. Филмът фокусира на героинята на „Американ Гърл“ – Кит Китридж (Абигейл Бреслин), която живее в Синсинати, Охайо по време на Голямата депресия.
Това е първият от филмовата поредица на „Американ Гърл“ да има театрално издание, след първите три телевизионни филма. Като в телевизионните филми, Джулия Робъртс служи като една от изпълнителните продуценти на филма.

## Актьорски състав
| Актьор             | Роля                                 |
| ------------------ | ------------------------------------ |
| Абигейл Бреслин    | Маргарет Милдред „Кит“ Китридж       |
| Крис О'Донъл       | Джак Китридж                         |
| Джулия Ормънд      | Маргарет Китридж                     |
| Джоан Кюсак        | Мис Лусинда Бонд                     |
| Стенли Тучи        | Господин Джеферсън Джаспър Рене Берк |
| Макс Тиерио        | Уил Шепърд                           |
| Джейн Краковски    | Мис Дей Дули                         |
| Медисън Дейвънпорт | Рути Смитънс                         |
| Зак Милис          | Стирлинг Хауърд                      |
| Остин Макдоналд    | Роджър                               |
| Уилоу Смит         | Констанс                             |
| Уолъс Шоун         | Господин Гибсън                      |
| Глен Хедли         | Госпожа Хауърд                       |
| Колин Мокри        | Господин Пенингтън                   |
| Кенет Уелш         | Чичо Хендрик                         |

## В България
В България филмът е издаден на DVD на 9 март 2009 г. от Прооптики България.
На 26 декември 2012 г. е излъчен по bTV с български дублаж. Екипът се състои от:
| Озвучаващи артисти  | Десислава Знаменова Петя Абаджиева Радослав Рачев Светломир Радев Ани Василева |
| Преводач            | Анна Делчева                                                                   |
| Тонрежисьор         | Павел Цонев                                                                    |
| Режисьор на дублажа | Михаела Минева                                                                 |